# Khu Enfield của Luân Đôn
Khu Enfield của Luân Đôn (tiếng Anh: London Borough of Enfield) là một khu tự quản Luân Đôn nằm ở Bắc Luân Đôn và tạo thành một phần của vùng Ngoại Luân Đôn.